# Maria Salviati
Maria Romola Salviati (Florence, 1499 - Villa de Castello, 1543) est une noble florentine de la Renaissance de la Famille Salviati,  épouse de Jean des Bandes Noires (Giovanni Dalle Bande Nere) et mère de Cosme Ier de Médicis, duc de Florence de 1537 à 1569, puis grand-duc de Toscane. 

## Biographie
Maria Salviati naquit à Florence le 17 juillet 1499 de deux des plus puissantes familles de banquiers de la ville : les Salviati du côté de son père Jacopo, les Médicis du côté de sa mère, Lucrèce. Son grand-père était Laurent de Médicis dit « Le Magnifique », célèbre homme politique, mécène et lettré de la Renaissance, petit-fils de Cosme de Médicis. Son mariage avec son cousin Jean de Médicis revêtit une importance particulière puisque c'est en leur descendance que se retrouvèrent unies la branche principale, dite de Caffaggiolo, et la branche populaire (ou cadette) de la famille des Médicis, raison pour laquelle leur fils Cosme fut appelé à gouverner Florence à la disparition du duc Alexandre, qui marqua également l'extinction de la branche aînée et donna naissance à la branche grand-ducale de la dynastie. Alexandre, de naissance obscure et illégitime, n'eut que des enfants naturels et donc dotés de droits encore plus incertains sur Florence, ce qui fit craindre un temps que la ville ne retourne aux républicains, voire ne passe sous le contrôle de l'Espagne. C'est le jeune Cosme, alors âgé seulement de 18 ans, qui est choisi comme héritier, pour devenir par la suite grand-duc de Toscane, sous le nom de Cosme Ier. 
Elle prit en charge l'éducation de sa nièce Catherine de Médicis, future reine de France, restée orpheline quelques jours après sa naissance.
À leur tour, les descendants des Salviati deviendront au fil des générations successives d'éminentes figures de l'Europe des princes. Son fils, Cosme de Médicis, est couronné grand-duc de Toscane lorsque son cousin Alexandre est assassiné en 1537. Son petit-fils François Ier de Médicis épousa Jeanne d'Autriche ; ils furent les parents d'Éléonore de Médicis, qui épousa son cousin Vincent Ier de Mantoue, duc de Mantoue et de Montferrat, et fut la mère de François IV de Mantoue; de Marie de Médicis, qui épousa Henri IV et fut la mère de Louis XIII et d'Henriette-Marie de France. Louis XIII sera le père de Louis XIV, Henriette-Marie celle des rois Charles II et Jacques II. 
Les derniers temps, probablement à cause de l'aggravation de la maladie qui la minait depuis un certain temps, elle a vécu retirée dans la villa suburbaine de Castello où elle meurt le 12 décembre 1543.

## Ascendants
|  |  | Laurent de Médicis | Laurent de Médicis | Laurent de Médicis | Laurent de Médicis | Laurent de Médicis | Laurent de Médicis |                    |                    | Clarisse Orsini    | Clarisse Orsini    | Clarisse Orsini | Clarisse Orsini | Clarisse Orsini | Clarisse Orsini |                |  |  |  | Giovanni Salviati | Giovanni Salviati | Giovanni Salviati | Giovanni Salviati | Giovanni Salviati | Giovanni Salviati |                 |                 | Elena Gondi     | Elena Gondi     | Elena Gondi | Elena Gondi | Elena Gondi | Elena Gondi |  |  |  |  |  |  |  |  |  |  |  |  |  |  |  |  |  |  |  |  |  |  |  |  |
|  |  | Laurent de Médicis | Laurent de Médicis | Laurent de Médicis | Laurent de Médicis | Laurent de Médicis | Laurent de Médicis |                    |                    | Clarisse Orsini    | Clarisse Orsini    | Clarisse Orsini | Clarisse Orsini | Clarisse Orsini | Clarisse Orsini |                |  |  |  | Giovanni Salviati | Giovanni Salviati | Giovanni Salviati | Giovanni Salviati | Giovanni Salviati | Giovanni Salviati |                 |                 | Elena Gondi     | Elena Gondi     | Elena Gondi | Elena Gondi | Elena Gondi | Elena Gondi |  |  |  |  |  |  |  |  |  |  |  |  |  |  |  |  |  |  |  |  |  |  |  |  |
|  |  |                    |                    |                    |                    |                    |                    |                    |                    |                    |                    |                 |                 |                 |                 |                |  |  |  |                   |                   |                   |                   |                   |                   |                 |                 |                 |                 |             |             |             |             |  |  |  |  |  |  |  |  |  |  |  |  |  |  |  |  |  |  |  |  |  |  |  |  |
|  |  |                    |                    |                    |                    | Lucrèce de Médicis | Lucrèce de Médicis | Lucrèce de Médicis | Lucrèce de Médicis | Lucrèce de Médicis | Lucrèce de Médicis |                 |                 |                 |                 |                |  |  |  |                   |                   |                   |                   | Jacopo Salviati   | Jacopo Salviati   | Jacopo Salviati | Jacopo Salviati | Jacopo Salviati | Jacopo Salviati |             |             |             |             |  |  |  |  |  |  |  |  |  |  |  |  |  |  |  |  |  |  |  |  |  |  |  |  |
|  |  |                    |                    |                    |                    | Lucrèce de Médicis | Lucrèce de Médicis | Lucrèce de Médicis | Lucrèce de Médicis | Lucrèce de Médicis | Lucrèce de Médicis |                 |                 |                 |                 |                |  |  |  |                   |                   |                   |                   | Jacopo Salviati   | Jacopo Salviati   | Jacopo Salviati | Jacopo Salviati | Jacopo Salviati | Jacopo Salviati |             |             |             |             |  |  |  |  |  |  |  |  |  |  |  |  |  |  |  |  |  |  |  |  |  |  |  |  |
|  |  |                    |                    |                    |                    |                    |                    |                    |                    |                    |                    |                 |                 |                 |                 |                |  |  |  |                   |                   |                   |                   |                   |                   |                 |                 |                 |                 |             |             |             |             |  |  |  |  |  |  |  |  |  |  |  |  |  |  |  |  |  |  |  |  |  |  |  |  |
|  |  |                    |                    |                    |                    |                    |                    |                    |                    |                    |                    |                 |                 |                 |                 | Maria Salviati |  |  |  |                   |                   |                   |                   |                   |                   |                 |                 |                 |                 |             |             |             |             |  |  |  |  |  |  |  |  |  |  |  |  |  |  |  |  |  |  |  |  |  |  |  |  |

## Descendants
| Maria Salviati | Fils : Cosme I de' Medici Grand-duc de Toscane | Petit-fils : François Ier de Médicis Grand-duc de Toscane | Arrière-petite-fille : Marie de Médicis Reine de France | Arrière-arrière-petit-fils : Louis XIII de France Roi de France | Arrière-arrière-arrière-petite-fille : Henriette d'Angleterre Duchesse d'Orléans |

## Postérité
Il existe d'elle au moins deux portraits, œuvres de Jacopo Pontormo, dont l'un se trouve aux Offices : le Portrait de Maria Salviati, qui la représente déjà âgée. L'autre est conservé à Baltimore, et elle y est représentée aux côtés de son fils Cosme. Il s'agit probablement du premier des portraits doubles qui connaîtront un grand succès à la cour des Médicis (on se rappellera les séries d'Agnolo Bronzino avec Eléonore de Tolède et ses enfants). Dans les deux, elle est vêtue de noir comme il sied à une veuve, son mari étant mort des suites d'une gangrène due aux blessures reçues pendant une bataille en 1526. Le plus ancien des portraits, celui où elle apparaît avec Cosme, fut commandité par ce dernier en 1537, alors qu'il était déjà au pouvoir ; il s'agissait pour lui d'asseoir son pouvoir politique et c'est pour cela qu'il choisit l'époque de la mort de son père (quand lui-même avait 7 ans) et se fit représenter dans un jeu de mains raffiné, les doigts entrelacés avec ceux de sa mère, comme à souligner le lien qui l'unissait à elle et donc avec la branche principale des Médicis. Certains ont toutefois émis l'hypothèse que l'enfant représenté ait été en fait sa cousine Giulia, en raison de ses traits féminins. La fille naturelle du duc Alexandre avait en effet été adoptée par la famille de Cosme à la mort de son père. 
En 1857, son corps fut identifié durant une reconnaissance des restes des Médicis : 
| «[...] tra molte croci era scritto il nome di Maria […] Il corpo sebbene ridotto a quasi scheletro nel volto, era peraltro assai ben conservato nelle altre parti […] il capo posava su due mattoni […] il vestiario che lo copriva apparve qual si addice a monaca, cioè di panno nero, ma intignato: si scorgevano tuttora gli avanzi del soggolo, abbenchè il velo che un dì copriva la testa, fosse consunto […] » |